# Giovanni Battista Casoni

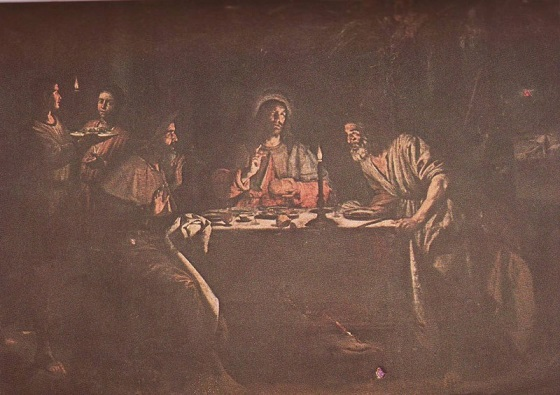
Cena de Emaús, iglesia de la Annunziata, Levanto.

Giovanni Battista Casoni (Lerici, 1610-Génova, 1686) fue un pintor italiano activo durante el barroco en su región natal de la Liguria.

## Datos biográficos
Nacido en Lerici (La Spezia) entró a formar parte del taller de Domenico Fiasella, de quien se convirtió en el principal ayudante, además de cuñado y biógrafo. Su personalidad artística todavía ha de ser investigada, pues realizó un buen número de obras en colaboración con Fiasella.

## Obras destacadas
- Cena de Emaús (1641, Santissima Annunziata, Levanto)
- Multiplicación de los panes y los peces (1642, Santa Maria Assunta, La Spezia)
- La familia de Vincenzo Imperiale en la Villa de Sampierdarena (1642, Museo Palazzo Bianco, Génova), obra en colaboración con Fiasella.
- Crucifixión (1666, San Benedetto, Riccò del Golfo)
- Virgen con el Niño y los santos Francisco y Antonio de Padua (San Lorenzo, Portovenere)
- Sagrada Familia con San Eligio y San Antonio Abad (San Rocco, Lerici)
- Diana y Endimión (Galleria Nazionale di Palazzo Spinola, Génova)